# 온포도주

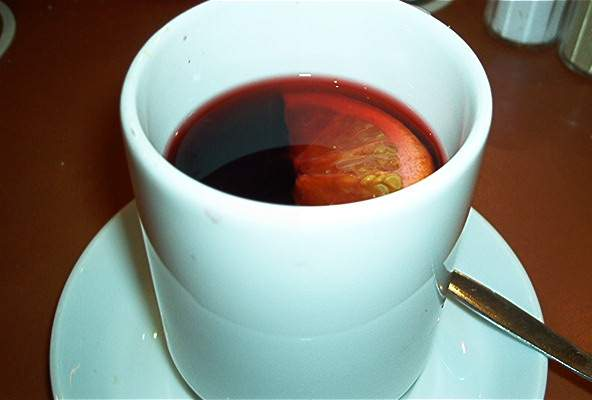
글뤼바인

온포도주(溫葡萄酒)는 포도주에 향신료를 더해 따뜻하게 데운 술이다. 보통 적포도주를 사용한다.

## 지역별 온포도주

### 서유럽
네덜란드에서는 신터클라스의 날(성 니콜라우스의 날) 시기에 비스홉스베인(bisschopswijn)으로 불리는 온포도주를 마신다. 이는 "주교의 포도주"를 뜻한다. 
영국에서는 크리스마스 시기에 전통적으로 멀드 와인(mulled wine)으로 불리는 온포도주나 "멀드 사이더(mulled cider)"라 불리는 온사과주 등 더운술을 마신다. 영어 "멀(mull)"은 포도주 등에 향신료를 넣어 따뜻하게 데우는 것을 뜻하는 동사이다. 웨일스 지역에서는 귄 브루드(gwin brwd)로도 불린다.

### 중앙유럽
독일과 오스트리아 등 독일어권 국가 및 프랑스의 알자스 지역 등에서는 크리스마스 시기에 글뤼바인(Glühwein)으로 불리는 온포도주를 마신다. "달구다" 또는 "달이다" 등을 뜻하는 동사 "글뤼헨(glühen)"과 "포도주"를 뜻하는 "바인(Wein)"을 합친 말이다. 크리스마스 시장에서 흔히 찾아볼 수 있다.
비슷한 온포도주가 체코에서는 스바르제네 비노(svařené víno) 또는 스바르자크(svařák)로, 슬로바키아에서 바레네 비노(varené víno)로, 폴란드에서 그자네 비노(grzane wino) 또는 그자니에츠(grzaniec)로 불린다.
스위스의 제네바에서는 에스칼라드 축제 시기에 뱅 쇼(vin chaud)를 마신다.
헝가리에서는 포럴트 보르(forralt bor)라 불리는 온포도주를 마시며, 주로 에그리 비커베르 포도주를 사용해 만든다. 아마레토를 첨가하기도 한다.

### 남유럽
이탈리아 북부에서 빈 브룰레(vin brulé)라 불리는 온포도주를 마신다. 이는 프랑스어 "뱅 브륄레(vin brûlé)"에서 빌려온 말이지만, 프랑스에서는 해당 표현을 사용하지 않는다.
포르투갈 북부의 도루, 미뉴 지역에서 비뉴 켄트(vinho quente)라 부르는 온포도주가 마데이라 포도주와 포르투 포도주 같은 강화 포도주로 만들어진다. 포르투에서는 포르투 포도주를 사용해 만든 온도포주 음료를 포르투 켄트(Porto quente)라 부른다. 포르투갈어 "비뉴(vinho)"는 "포도주"를, "켄트(quente)"는 "뜨거운, 따뜻한"을 뜻한다.
프랑스에서는 온포도주가 뱅 쇼(vin chaud)라 불린다. 적포도주에 꿀, 계피, 오렌지 등을 넣어 만들며, 흔히 알프스 지역에서 겨울 스포츠와 함께 즐기는 음료이다.

### 동남유럽
발칸반도의 몬테네그로, 보스니아 헤르체고비나, 슬로베니아, 크로아티아에서는 쿠하노 비노(kuhano vino), 세르비아에서는 쿠바노 비노(кувано вино)라 불리는 온포도주를 크리스마스 시기에 마신다.
불가리아에서는 온포도주인 그레야노 비노(греяно вино)를 적포도주, 꿀, 후추를 넣어 만들며, 오렌지나 레몬 같은 귤속 열매를 넣어 만들기도 한다.
루마니아와 몰도바에서는 빈 피에르트(vin fiert) 또는 이즈바룰(izvarul)이라 불리는 온포도주를 마신다.

### 동유럽
글뤼바인과 비슷한 온포도주가 러시아에서는 글린트베인(глинтвейн), 벨라루스와 우크라이나에서는 흘린트베인(глінтвейн)이라 불린다.

### 북유럽
스웨덴, 노르웨이, 덴마크에서 글뢰그(glögg, gløgg)로, 아이슬란드에서 욜라글뢰그(jólaglögg)로, 핀란드에서 글뢰기(glögi)로 불리는 음료는 글뤼바인과 비슷한 온포도주이거나, 포도주 대신 증류주를 넣어 만든 더운술이다.

### 남아메리카
브라질 남부에서는 켄탕(quentão)이라 불리는 온포도주를 마신다. 이는 북동부에서 카샤사로 만드는 같은 이름의 음료와 구분된다. 포르투갈어 "켄탕(quentão)"은 "뜨거운, 따뜻한"을 뜻하는 "켄치(quente)"에 확대사 "-앙(-ão)"을 붙인 말이다.
칠레 남부에서는 칸돌라(candola), 북부에서는 비노 나베가오(vino navega'o)라 불리는 온포도주를 마신다.

## 같이 보기
- 상그리아